# Bothahelea nama
Bothahelea nama är en tvåvingeart som beskrevs av Meillon och Wirth 1987. Bothahelea nama ingår i släktet Bothahelea och familjen svidknott. Inga underarter finns listade i Catalogue of Life.